# Уренгой-Челябінськ – Сургут
Уренгой-Челябінськ – Сургут — газопровід у Тюменській області Росії.
В 1978-му почали запуск газопровідної системи Уренгой – Челябінськ. Окрім постачання промислових центрів Уралу вона забезпечила подачу додаткового ресурсу для потужних Сургутської ТЕС-1 та Сургутської ТЕС-2, для чого в 1980 та 1984 роках проклали два відводи, що починаються в районі міста Лангепас на ділянці між компресорними станціями КС-3 «Аганська» та КС-4 «Приобська». Вони мали довжину 102 км та були виконані в діаметрі 720 мм.
Не пізніше початку 2000-х до Сургуту вивели ще одну перемичку від системи Уренгой – Челябіньк. На цей раз вона починалась ще до компресорної станції «Аганська», мала довжину 92 км та була виконана в діаметрі 1020 мм.
З 2006-го системою Уренгой – Сургут може користуватись Локосовський газопереробний завод.
Можливо відзначити, що сургутські електростанції також отримують ресурс по газопроводу Нижньоваровськ – Сургут і від Сургутського газопереробного заводу.